# National Assembly FC
National Assembly Football Club w skrócie National Assembly FC – zambijski klub piłkarski z siedzibą w Lusace grający niegdyś w pierwszej lidze zambijskiej. Swoje mecze rozgrywa na Edwin Imboela Stadium o pojemności 6 000 widzów.